# Lepanthes elaeanorae
Lepanthes elaeanorae är en orkidéart som beskrevs av Ernesto Foldats. Lepanthes elaeanorae ingår i släktet Lepanthes och familjen orkidéer. Inga underarter finns listade i Catalogue of Life.